# Trichomycterus chungarensis
Trichomycterus chungarensis é uma espécie de peixe da família Trichomycteridae.
É endémica do Chile.